# Camrose
Camrose, cujo apelido é cidade das rosas (devido à grande quantidade de área verde), é uma cidade da província canadense de Alberta. Sua área é de 42.62 quilômetros quadrados e sua população é de 18,742 habitantes (do censo nacional de 2016).